# 太陽報 (香港)
《太陽報》是香港一份已停刊的中文報章，由東方報業集團創辦。
《太陽報》於1998年3月開展籌備工作，1999年3月18日創刊，當天頭版新聞為「打擊盜版大遊行」。創刊前已在電視播出廣告，以「太陽一出、黑白分明」大肆宣傳，並於當天開設「太陽網」每天清晨更新新聞網頁。

## 風格內容
《太陽報》有蘋果化倾向，即頭版用詞口語化、用較多相片、設計圖片、新潮排版方式、美術設計、大型標題、顏色鮮艷的文字等吸引讀者的注意和購買。內容方面，其手法多為報導更多與目標讀者群的生活和日常話題有關，或具震撼性的題材，亦可能會對一些重要但沉悶的題材作取捨。
2001年香港新聞從業員對傳媒的可信度評分，《太陽報》最低。
《太陽報》亦貫徹其同系《東方日報》之政治方針，對其視為政敵的團體機構或人物給予密集式抨擊。例如政治敏感的報導上傾向親北京，對於中國大陸的負面新聞避而不談；而且該報會在不少關於市民大衆的政府政策上不會與特區政府對立。
《太陽報》經常批評香港泛民主派及親泛民主派的人士如陳日君、陳方安生、黎智英、李柱銘等。其專欄〈紀曉嵐鐵筆〉更曾在2006年8月9日發表「對奸黨，不必論理，只須暴打」，公開聲言要對香港民主派人士「除了痛打，還應暴打」。

## 銷量爭議
創刊初期，《太陽報》因應當時之減價潮，以港幣2元至3元不等的價錢（創刊售2元、其後調至3元，再於創刊半年後調整售2元）及大量贈品換領活動，並以多則獨家新聞，力圖搶佔市場佔有率。雖未對《蘋果日報》構成嚴重威脅，但其發行量卻成為了全香港第三。
然而2002年開始出版的《都市日報》，以及2005年開始出版的《頭條日報》和《am730》這些免費報紙，對《太陽報》的銷量構成嚴重威脅。其中《都市日報》的發行量更一度高於《太陽報》，成為香港第三暢銷的報章。2005年10月《太陽報》在東方報業集團前主席馬澄坤親自領軍之下，由每份6港元減至3港元，比其他收費中文報紙便宜一半，隨報更附送價值超過10港元的超級市場現金劵或者其他優惠券，即是變相倒貼讀者，以求提升銷量。
該報自稱為全香港第二暢銷的報章，並無可靠數據支持。雖然業界曾擔心此舉會引起另一次報紙減價戰，但最後都沒有發生。由於報章減價令母公司東方報業集團減少盈利，故由2006年8月26日起加價至港幣5元，再在2007年11月17日起加價至港幣6元，自此與其他香港中文報章售價看齊。
根據東方報業集團2006年7月7日公佈的業績，受《太陽報》減價影響，純利急挫58%至1.27億港元。純利減少亦令股價不斷受到壓力，令東方股價不斷創新低。而在2006年10月20日公佈的上半年業績，更顯示太陽報減價的行動嚴重拖累母公司業績表現，上半年純利大挫97.9%至僅賺381.9萬元，消息立即令股價大跌。

## 售價變動
2011年9月19日起，因應壹傳媒推出旗下的免費報紙《爽報》，為免影響銷量，太陽報即日起減價2元，新價為4元，減幅達33%，成為當時最便宜的收費報章。在2012年2月11日起，已回復正常6元的售價。2013年4月5日在頭版公佈於4月7日起提高售價至7元。

## 官方網站
太陽報官方網址為 the-sun.on.cc（页面存档备份，存于），網站伺服器位於香港，但國家及地區頂級域「.cc」卻屬於澳屬的科科斯（基林）群島。網站內容在2016年4月1日起暫停出版後仍然可以瀏覽，但到2023年初已經關閉。

## 暫停出版
2016年3月29日，東方報業集團宣佈，鑑於香港營商環境轉差，《太陽報》於同年4月1日起暫停出版。

## 外部連結
- 太陽網（页面存档备份，存于）
- 香港網絡大典：太陽報造假事件